# Route nationale 7 (Norvège)
Pour les articles homonymes, voir Route nationale 7 et RV7.
La route nationale 7 (en  norvégien : Riksvei 7, abrégé Rv7) est une route nationale en Norvège.

## Description
La route nationale 7 s'étend de la ville de Hønefoss dans le comté de Buskerud jusqu'au village de Granvin (en) dans le comté de Vestland.
L'itinéraire est long de 387,6 kilomètres et s'étend d'est en ouest à travers le comté de Viken et le comté de Vestland sur le vaste plateau de Hardangervidda.
La route part de la  route européenne 16 juste au sud d'Heradsbygda dans la commune de Ringerike et traverse le Sognefjord jusqu'au village de Sokna.
Elle continue jusqu'à Hamremoen et remonte le long de la rive orientale du lac Krøderen jusqu'à Gulsvik, puis suit la vallée de Hallingdal traversant Flå, Nesbyen (en), Gol, Torpo, Ål, Hol et Geilo.
Puis la route nationale 7 traverse le plateau de Hardangervidda via Ustaoset (en) et Haugastøl, en passant par la cascade Vøringfossen tout en empruntant 4 tunnels dont le tunnel de Måbø (en), dans la vallée de Måbødalen (en) à Eidfjord.
La route longe le Hardangerfjord avant de traverser le fjord par le pont d'Hardanger.
La route traverse le tunnel de Vallavik avant de se terminer au village de Granvin (en) dans la commune de Voss.
Le tronçon de route allant de Haugestøl à Eidfjord sur le plateau de Hardangervidda est classée route touristique nationale.

## Galerie

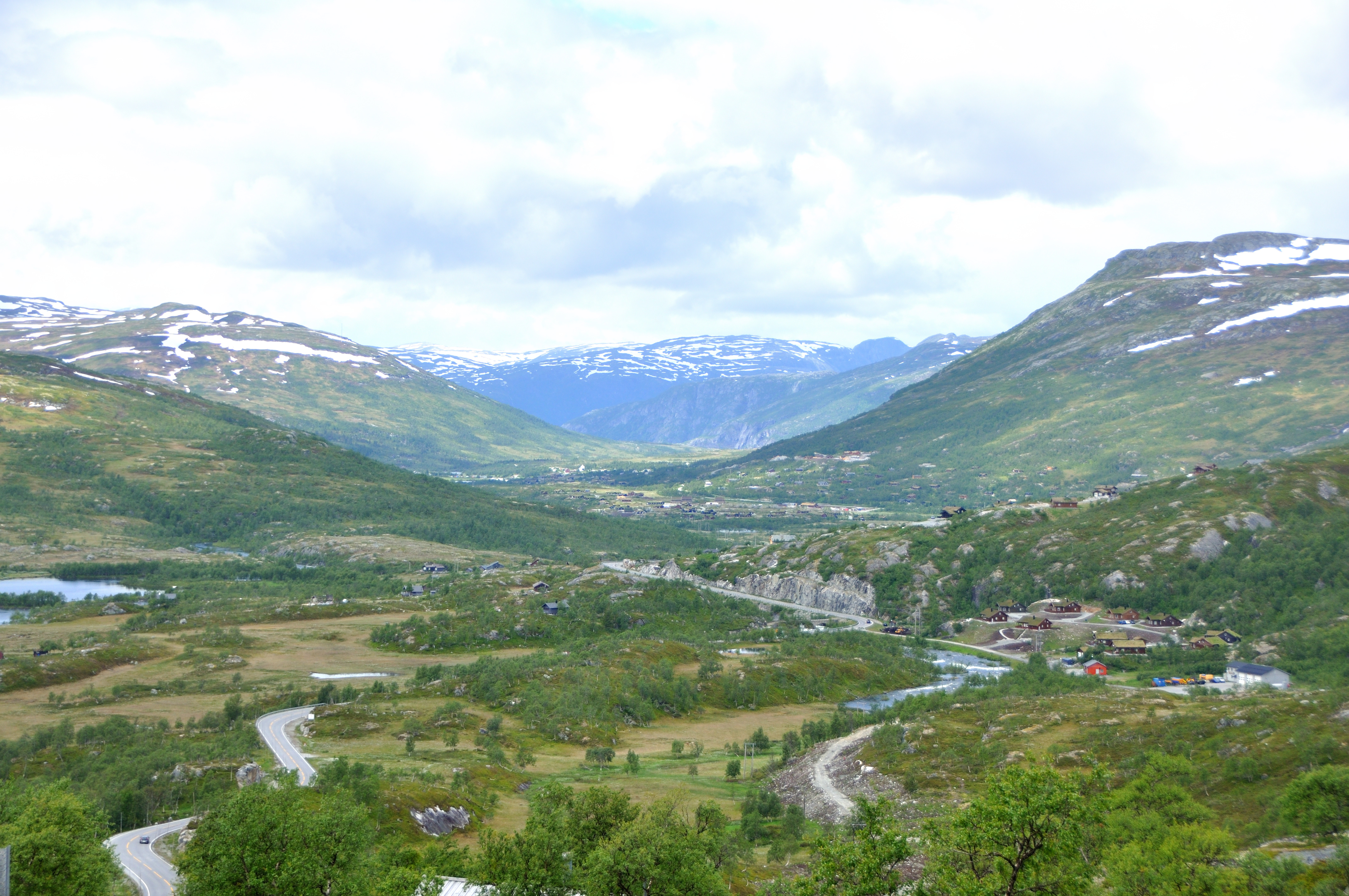
La Rv 7 dans la Sysendalen.
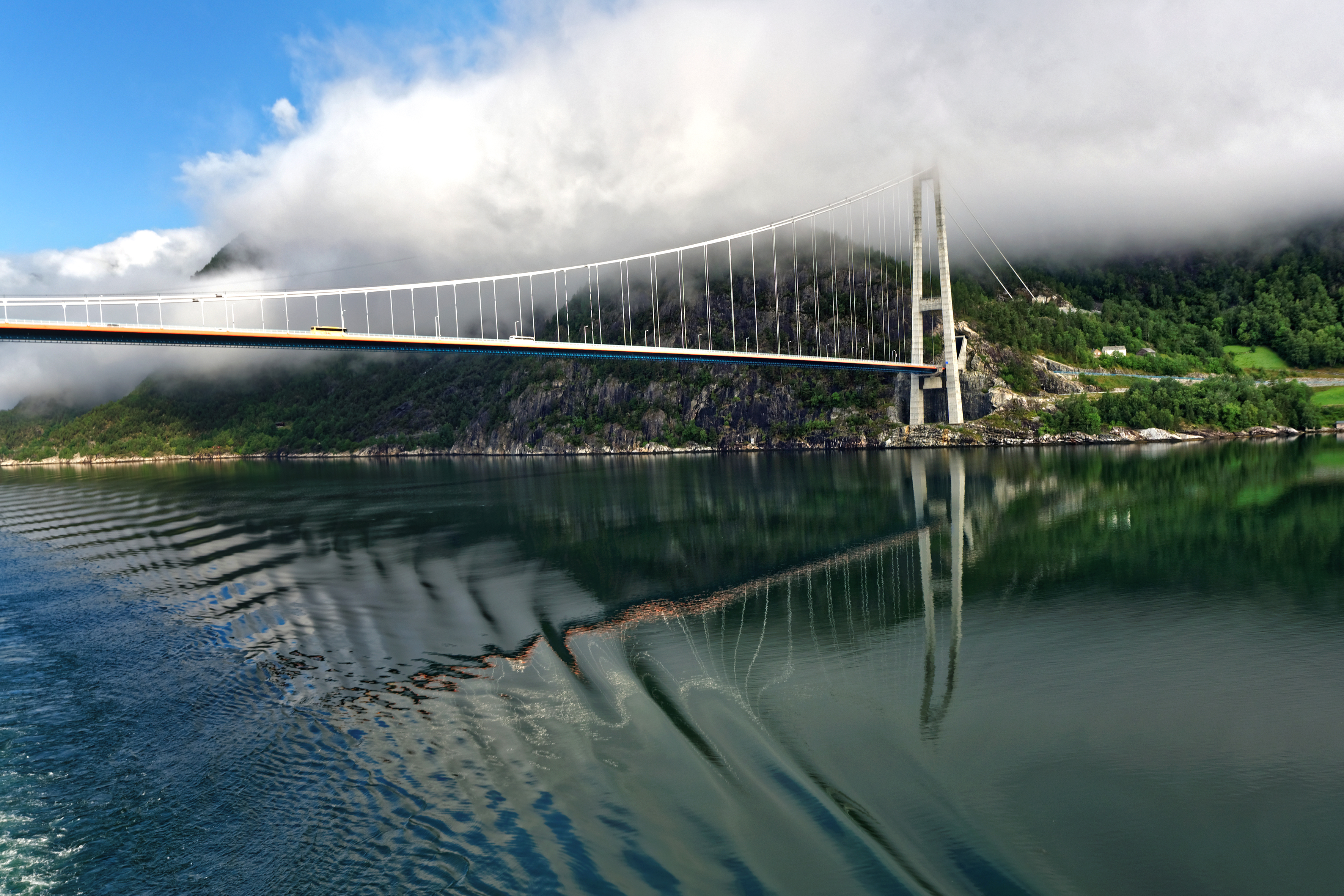
Pont d'Hardanger.
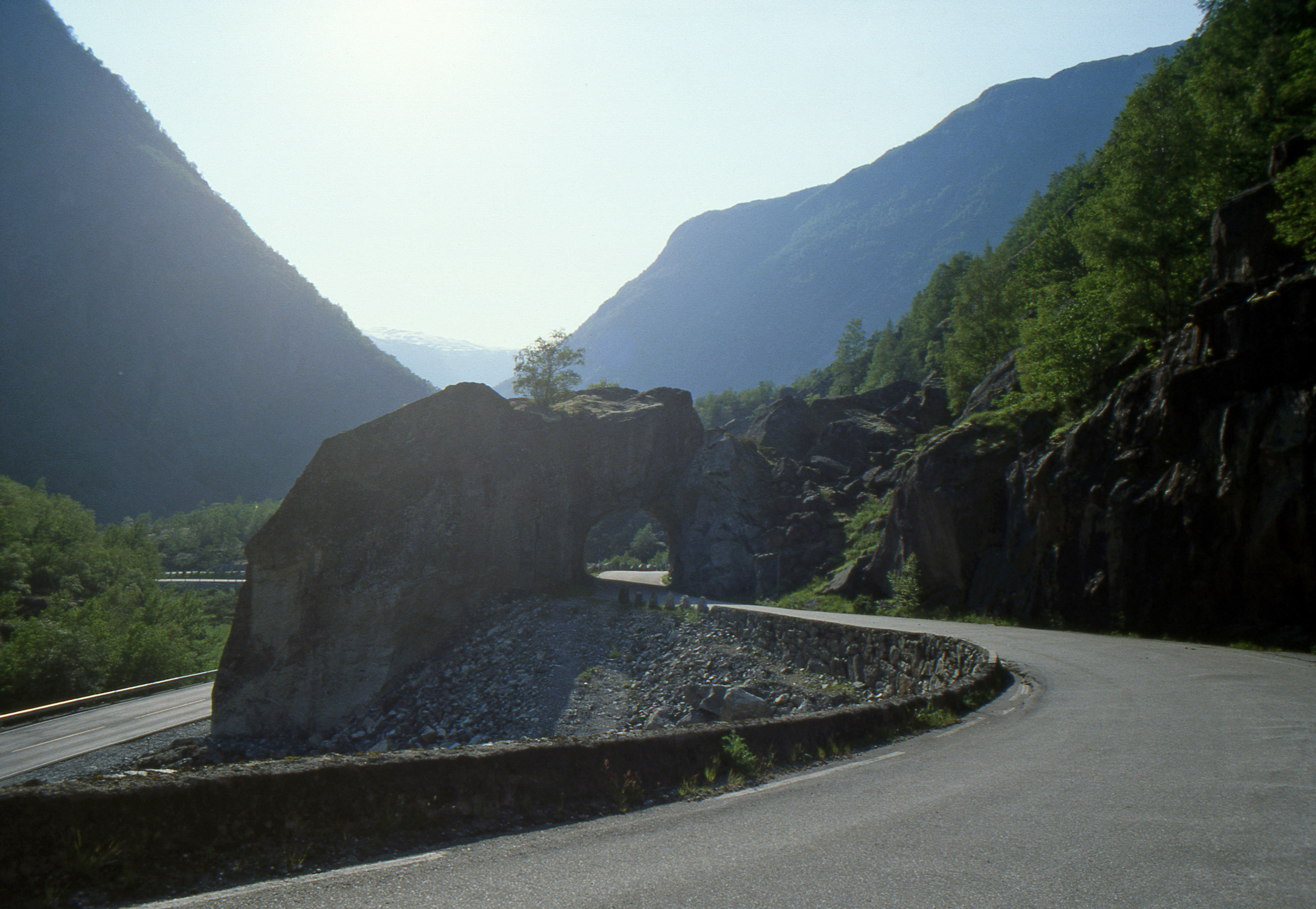
La Rv 7 entre Haugastol et Eidfjord.